# اولوف استولپه
اولوف استولپه (انگلیسی: Olof Stolpe; ۱۸ april ۱۹۲۷ – ۱۸ april ۱۹۲۷) بازیکن فوتبال اهل فنلاند بود.